# 諾曼·伍德
諾曼·伍德（Norman Wood，1880年—？），是一名英格蘭男子羽球運動員。
諾曼·伍德在20世紀初的全英羽球錦標賽和愛爾蘭羽球公開賽上取得了多次勝利。1905年，他與海柔兒·賀加斯一起贏得愛爾蘭羽球公開賽的混合雙打冠軍。1906年，他們兩人衛冕成功。同年，他在全英所能參加的三個單項都打進決賽，但僅在男子單打中獲勝。1907年，他再次在愛爾蘭獲勝並在全英奪得男子單打、男子雙打兩個冠軍。1908年，他在全英贏得了他的最後一個混合雙打冠軍。